# Ronaldo da Costa
Ronaldo da Costa (né le 7 juin 1970 à Descoberto) est un athlète brésilien, spécialiste du marathon.

## Biographie
Il se classe troisième des championnats du monde de semi-marathon 1994, à Oslo, derrière le Marocain Khalid Skah et le Mexicain Germán Silva, et remporte par ailleurs la médaille de bronze par équipes en 1992.
En 1994, il remporte la corrida de la Saint-Sylvestre à São Paulo.
Sur piste, il remporte à deux reprises le titre continental du 5 000 m, aux championnats d'Amérique du Sud 1993 et 1995.
Le 20 septembre 1998, il remporte le marathon de Berlin dans le temps de 2 h 6 min 5 s et améliore de 45 secondes l'ancienne meilleure performance mondiale de tous les temps sur marathon établie par l'Éthiopien Belayneh Dinsamo en 1988 à Rotterdam. Ce record du monde, qui constitue l'actuel record d'Amérique du Sud, sera battu le 24 octobre 1999 par le Marocain Khalid Khannouchi (2 h 5 min 42 s).